# Ledečko
Ledečko är en ort i Tjeckien.   Den ligger i regionen Mellersta Böhmen, i den centrala delen av landet, 50 km sydost om huvudstaden Prag. Ledečko ligger 302 meter över havet och antalet invånare är 142.
Terrängen runt Ledečko är huvudsakligen platt, men åt nordväst är den kuperad. Ledečko ligger nere i en dal. Runt Ledečko är det ganska glesbefolkat, med 48 invånare per kvadratkilometer. Närmaste större samhälle är Vlašim, 16,3 km söder om Ledečko. I omgivningarna runt Ledečko växer i huvudsak blandskog.